# Uncifera
Uncifera – rodzaj roślin z rodziny storczykowatych (Orchidaceae). Występują w pniach drzew w lasach na wysokościach 1000–2000 m n.p.m. w południowo-centralnych Chinach, w indyjskim regionie Asam, Bangladeszu, we wschodnich Himalajach, w Mjanmie, Nepalu, Tajlandii i Wietnamie.

## Morfologia
Rośliny epifityczne ze zwisającą łodygą. Liście podłużne lub lancetowate. Kwiatostan boczny, słabo rozgałęziony z dużą liczbą kwiatów, bardzo często wiszący. Warżka mocno przyrośnięta do nasady słupka, lejkowata. Rośliny z tego rodzaju posiadają dwa pylniki, woskowate i gładkie, głęboko rozszczepione.

## Systematyka
Rodzaj sklasyfikowany do podplemienia Aeridinae w plemieniu Vandeae, podrodzina epidendronowe (‘’ Epidendroideae’’), rodzina storczykowate (Orchidaceae), rząd szparagowce (Asparagales) w obrębie roślin jednoliściennych.
Wykaz gatunków
- Uncifera acuminata Lindl.
- Uncifera dalatensis (Guillaumin) Seidenf. & Smitinand
- Uncifera lancifolia (King & Pantl.) Schltr.
- Uncifera obtusifolia Lindl.
- Uncifera thailandica Seidenf. & Smitinand
- Uncifera verrucosa Summerh.